# Стоян Митов (общественик)
Вижте пояснителната страница за други личности с името Стоян Митов.
Стоян Митов е български общественик от Македония.

## Биография
Стоян Митов е роден в 1837 година град Дойран, тогава в Османската империя. Виден деец е на българската община в града. Избиран е за кмет на Дойран.
Умира в София през 1919 година. Баща е на политика и икономист Никола Стоянов.